# Theridion akron
Theridion akron är en spindelart som beskrevs av Claude Lévi 1959. Theridion akron ingår i släktet Theridion och familjen klotspindlar.
Artens utbredningsområde är Panama. Inga underarter finns listade i Catalogue of Life.